# Callow Hill (Wyre Forest)
Callow Hill – osada w Anglii, w hrabstwie Worcestershire. Leży 22 km od miasta Worcester. W 2016 miejscowość liczyła 952 mieszkańców.